# Clause résolutoire
Une clause résolutoire prévoit qu'en cas de manquement à une obligation contractuelle de l'une des parties, le contrat sera résilié de plein droit. Cela permet notamment d'éviter le recours à la justice. Le bénéficiaire de la clause n'a plus à exécuter son obligation.
L'ensemble des contrats sont concernés par l'application de cette clause, savoir :
- Contrat de bail
- Bail commercial
- Bail civil

## Droit québécois
Dans le Code civil du Québec, l'art. 1743 C.c.Q. dispose de l'utilisation de clauses résolutoires dans le contexte d'une vente immobilière : 

« Le vendeur d’un bien immeuble qui veut se prévaloir d’une clause résolutoire doit mettre en demeure l’acheteur et, le cas échéant, tout acquéreur subséquent, de remédier au défaut dans les 60 jours qui suivent l’inscription de la mise en demeure au registre foncier; les règles relatives à la prise en paiement énoncées au livre Des priorités et des hypothèques, ainsi que les mesures préalables à l’exercice de ce droit s’appliquent à la résolution de la vente, compte tenu des adaptations nécessaires.
Le vendeur qui reprend le bien par suite de l’exercice d’une telle clause le reprend libre de toutes les charges dont l’acheteur a pu le grever après que le vendeur a inscrit ses droits. »